# Patella (mollusque)
Pour les articles homonymes, voir Patella.
Genre
Patella est un genre de mollusques gastéropodes brouteur vivant dans la zone de balancement des marées (estran).

## Noms vernaculaires
Les espèces de ce genre portent divers noms vernaculaires : patelles, arapèdes, berniques, bernicles ou bernaches. Ce sont des dénominations régionales qui, selon les interprétations, peuvent désigner tout le genre ou les quelques espèces qui vivent dans la région en question. Patelle est le nom le plus générique en France.
La DGCCRF retient les appellations :
- Patella caerulea, arapède
- Patella intermedia, bernique
- Patella lugubris, patelle
- Patella mexicana, patelle
- Patella rustica, arapède
- Patella safiana, patelle
- Patella ulyssiponensis, bernique
- Patella vulgata, bernique

## Description

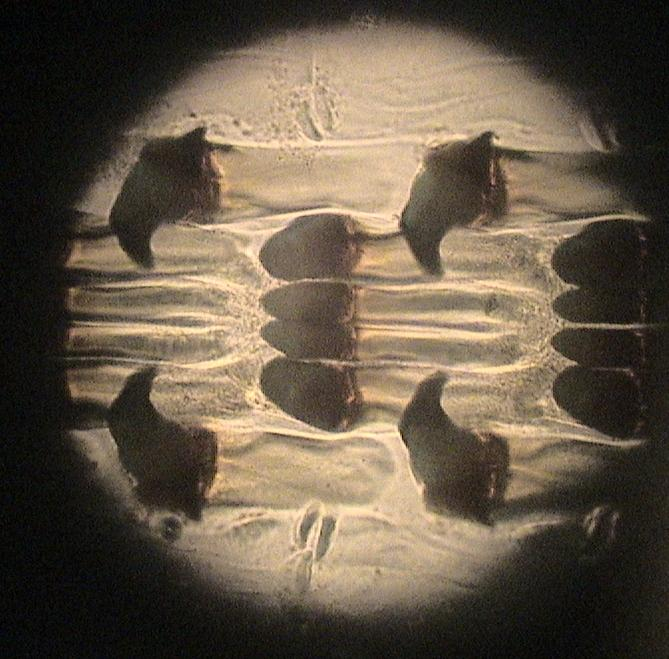
Radula de Patelle vue à la loupe binoculaire

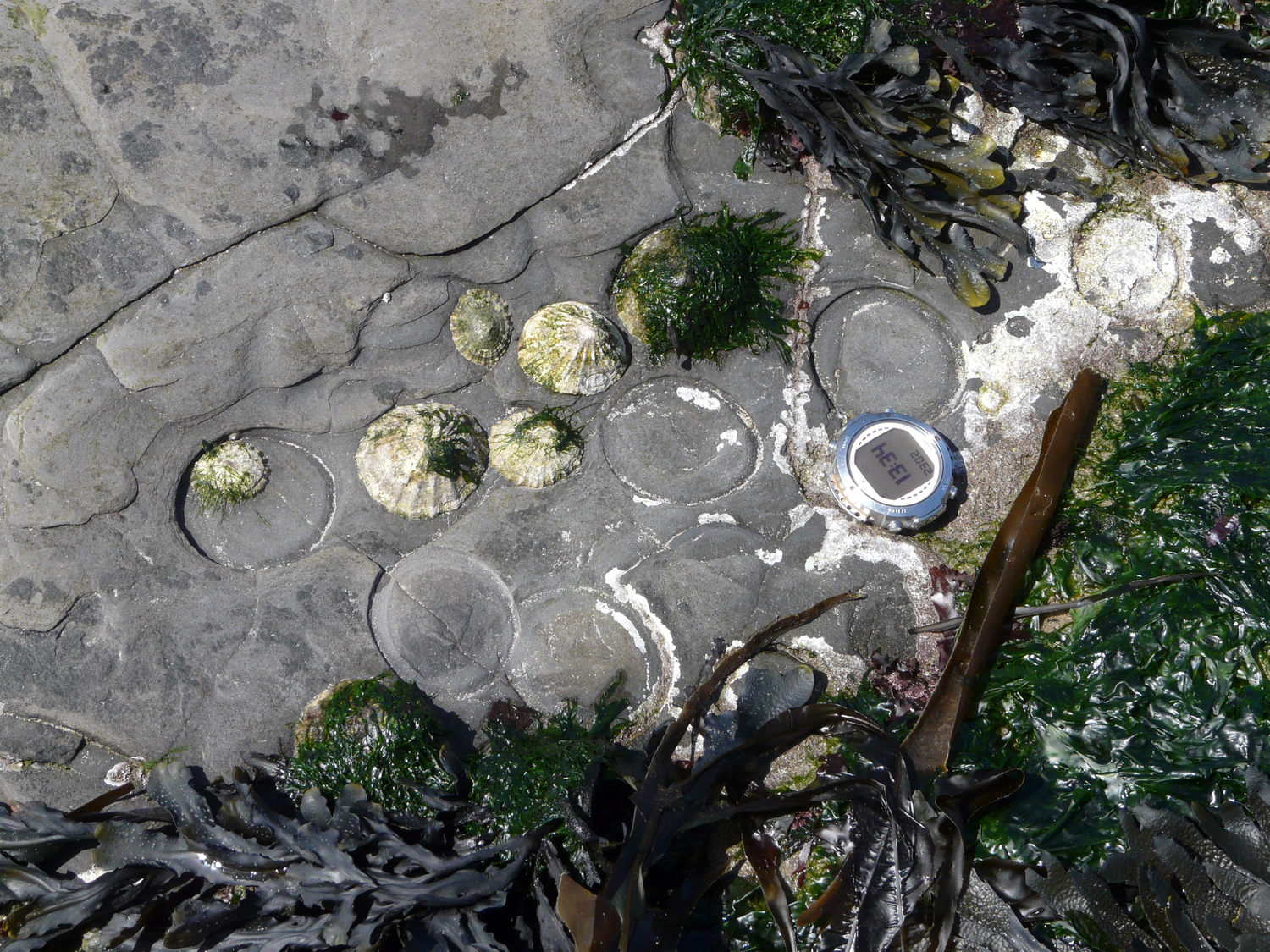
Bioérosion d'un rocher basaltique par sédentarisation des Patelles

La coquille de ce mollusque prend la forme d'un « chapeau chinois » appliqué contre les rochers. Les bords de la coquille s'adaptent parfaitement au relief de la roche. Ainsi, à marée basse, la patelle ne se dessèche pas. 

### Respiration
Equipée de branchies lui permettant de respirer dans l’eau de mer, la patelle ne dispose pas d’organes permettant une respiration aérienne. L’adhérence de la Patelle au rocher lui permet de conserver de l’eau de mer dans la cavité ménagée entre la coquille et le substrat, autorisant le maintien des échanges de gaz respiratoires. Par ailleurs des voies métaboliques anaérobies sont mises en œuvre pendant les périodes d’émersion.

### Comportement alimentaire
Grâce à une radula très longue (sorte de ruban brun muni de petites dents), la patelle râpe les petites algues à la surface des rochers. Une équipe de chercheurs a découvert que ces petites dents ont la résistance à la traction la plus élevée du règne animal : entre 3 et 6,6 gigapascals. Bien plus qu'un fil d'araignée et égale aux fibres synthétiques.
Cela est dû à des nanofibres de goethite.
Pour se nourrir, Patella vulgata quitte temporairement (4-5 heures) son point d'ancrage, généralement pendant la nuit, au cours de la marée haute, s'éloignant jusqu'à 1-1,5 mètre pour brouter des micro-algues. 
Au cours de ce déplacement elle dépose du mucus à la surface du substrat, formant une piste.
Ensuite, elle retourne à son point de fixation en suivant sa piste afin de digérer son repas, se rétablissant dans l'orientation initiale, les contours de la coquille épousant parfaitement son empreinte laissée dans le rocher, où leur coquille peut user une rainure circulaire dans la roche, même lorsque celle-ci est dure[pas clair].
Dans les substrats tendres comme la roche calcaire elle creuse grâce à une sécrétion acide une cavité appelée cupule dans laquelle elle s'encastre : cela lui permet de mieux résister à l'assaut des vagues.

## Rôle écologique
Outre les micro-algues, la patelle commune (Patella vulgata) consomme également les grandes algues (ascophylles et fucus), détruisant les vastes zones végétales que celles-ci forment sur le littoral atlantique, notamment en Bretagne, et qui constituent un abri pour de nombreuses espèces de l'estran.
Alors que l'on considérait que l'absence d'algues brunes sur les côtes rocheuses battues par les vagues était due à l'action mécanique de la mer, ce sont les brouteurs et essentiellement les patelles qui sont les premiers responsables de cette situation. L'élimination des patelles sur une zone s'étendant entre l'île de Man et le sud du Portugal s'est suivie d'une recolonisation des rochers par les algues brunes, particulièrement nette dans le nord de la zone étudiée.
La patelle joue un rôle important dans la préservation de l'écosystème de la zone intertidale.

## Pêche et utilisation culinaire
La patelle est très facile à pêcher puisqu'elle est visible à marée basse sur les rochers, il faut cependant se munir d'un bon couteau. Néanmoins, elle est peu pêchée : sa chair est réputée assez coriace, notamment chez les spécimens les plus gros.
Elle peut être consommée crue ou cuite ; hachée, par exemple dans une sauce « bolognaise » aux patelles, ou poêlée dans du beurre aillé ou persillé ; certains en dégustent sous forme de pâté.
En Bretagne, particulièrement, elle est consommée depuis très longtemps car elle constituait le plat du pauvre. On la prépare souvent au four avec une persillade et des pommes de terre. Il est recommandé de retirer la radula de la tête avant de cuire les patelles sans quoi elles auront un goût amer et seront particulièrement dures. Pour ce faire, on presse le centre du mollusque de manière à faire sortir la radula et la tête, on peut alors l'extraire facilement à l'aide d'un couteau. La cuisson est ensuite réalisée en une dizaine de minutes au four.

## Liste des espèces européennes[6]
- Patella caerulea Linné, 1758 (Arapède) principal représentant du genre en Méditerranée. Dépasse le détroit de Gibraltar jusqu'à une ligne Tarifa (Espagne) - Tanger.
- Patella ferruginea Gmelin, 1791. Grande espèce, de 55 à 75 mm. Présente en Méditerranée mais très localement et menacée d'extinction à la suite d'une collecte excessive.
- Patella intermedia Murray 1857 ( = P. depressa), dont le pied est noir, les tentacules marginaux (tentacules palléaux) blanc pur[4] et la radule longue (environ 2 fois la longueur de la coquille) et grêle ; elle vit dans une zone de répartition plus limitée, du sud ouest de l'Angleterre et le Pays de Galles jusqu'au Sénégal. Pénètre en Manche jusqu'aux îles Saint-Marcouf à l’est de la pointe du Cotentin). Absente en Méditerranée. Espèce fréquentant plutôt les rochers des côtes battues par les vagues, elle ne pénètre pas dans les baies abritées ni dans les estuaires.
- Patella pellucida Linné, 1758, l'Helcion, à la coquille transparente vit sur les laminaires.
- Patella rustica Linné, 1758 (= P. lusitanica). Présente en Méditerranée et en Atlantique sur les côtes espagnoles et portugaises ainsi qu'en France, jusqu'à Biarritz.
- Patella ulyssiponensis Gmelin, 1791 (Olyssipone ou Ulyssipone = Lisbonne) (= P. aspera, = P. athletica), dont le pied est jaune[4] et la radule courte (environ la longueur de la coquille), elle vit sur le bas de l'estran (et  éventuellement dans les flaques à un niveau plus élevé). Présente de la Norvège (Stavanger, Bergen) jusqu'en Angola. Pénètre en Manche jusqu'aux îles Saint-Marcouf. Présente en Méditerranée. Espèce fréquentant plutôt les rochers des côtes battues par les vagues, elle ne pénètre pas dans les baies abritées ni dans les estuaires.
- Patella vulgata Linné, 1758[4]. Sur les côtes atlantiques des îles Lofoten jusqu'à Odeceixe, au Portugal. Toute la Manche. Présence en Méditerranée douteuse.

## Galerie d'images

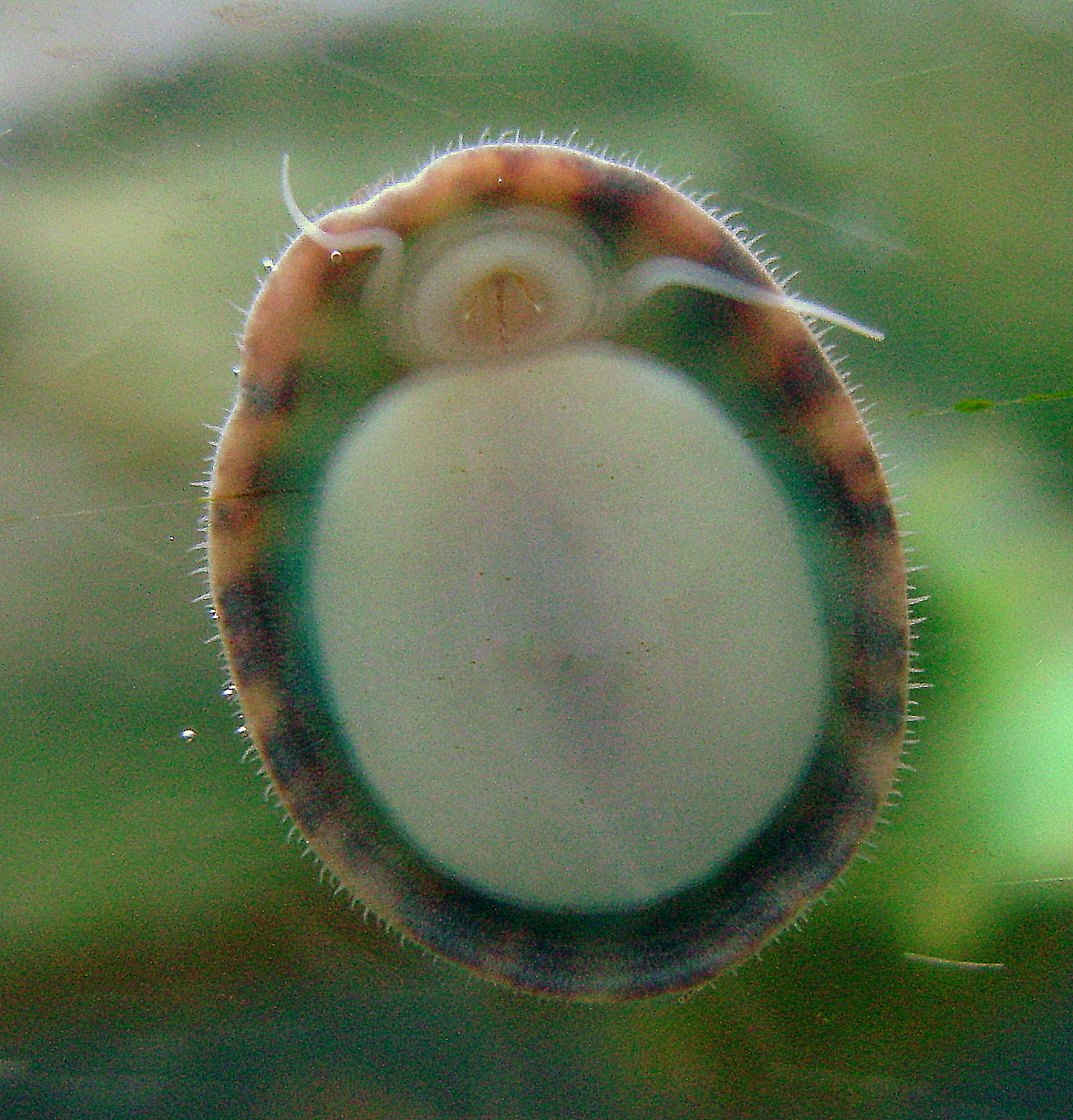
Patella sp.
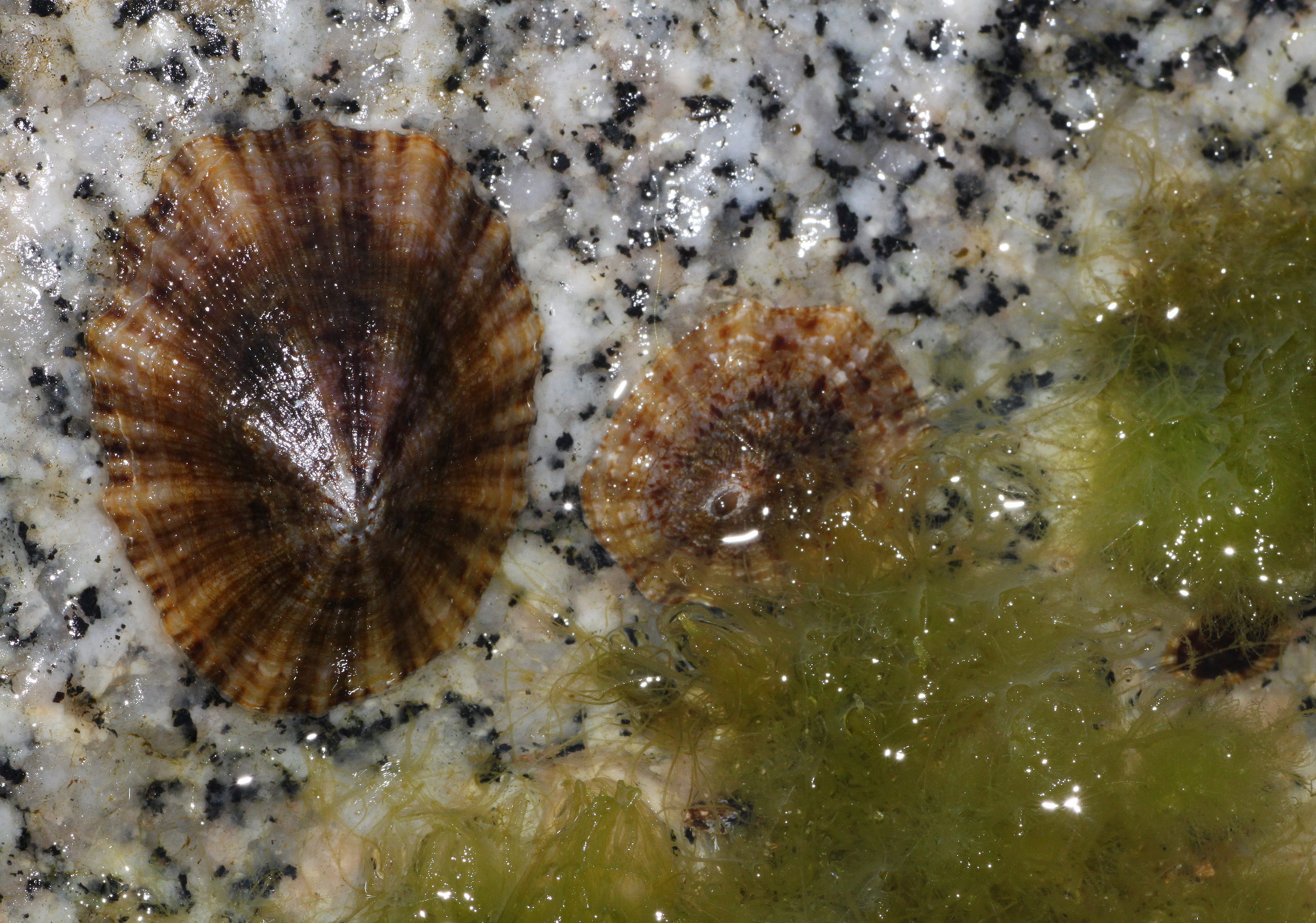
Patella caerulea
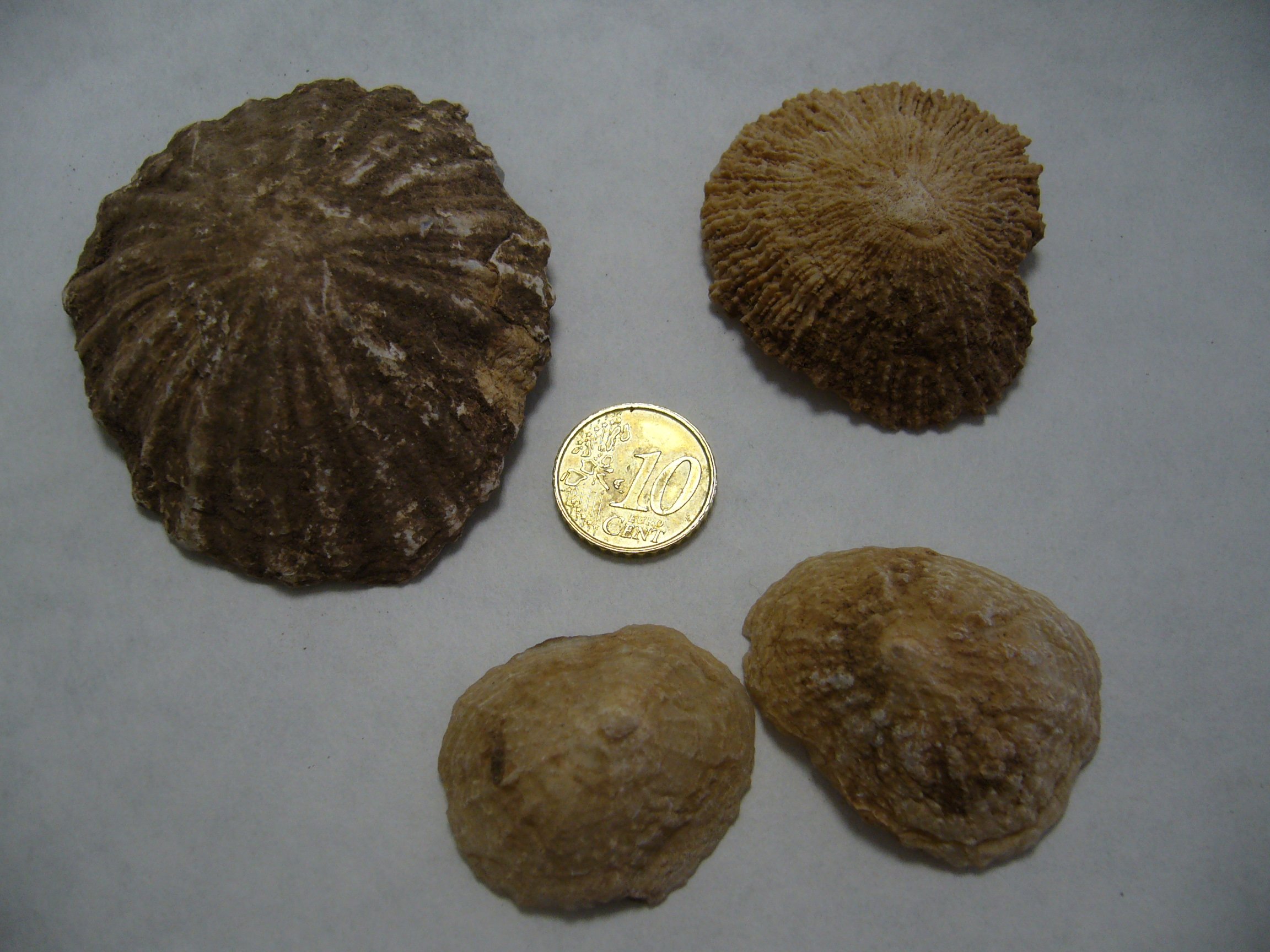
Fossiles de patelles
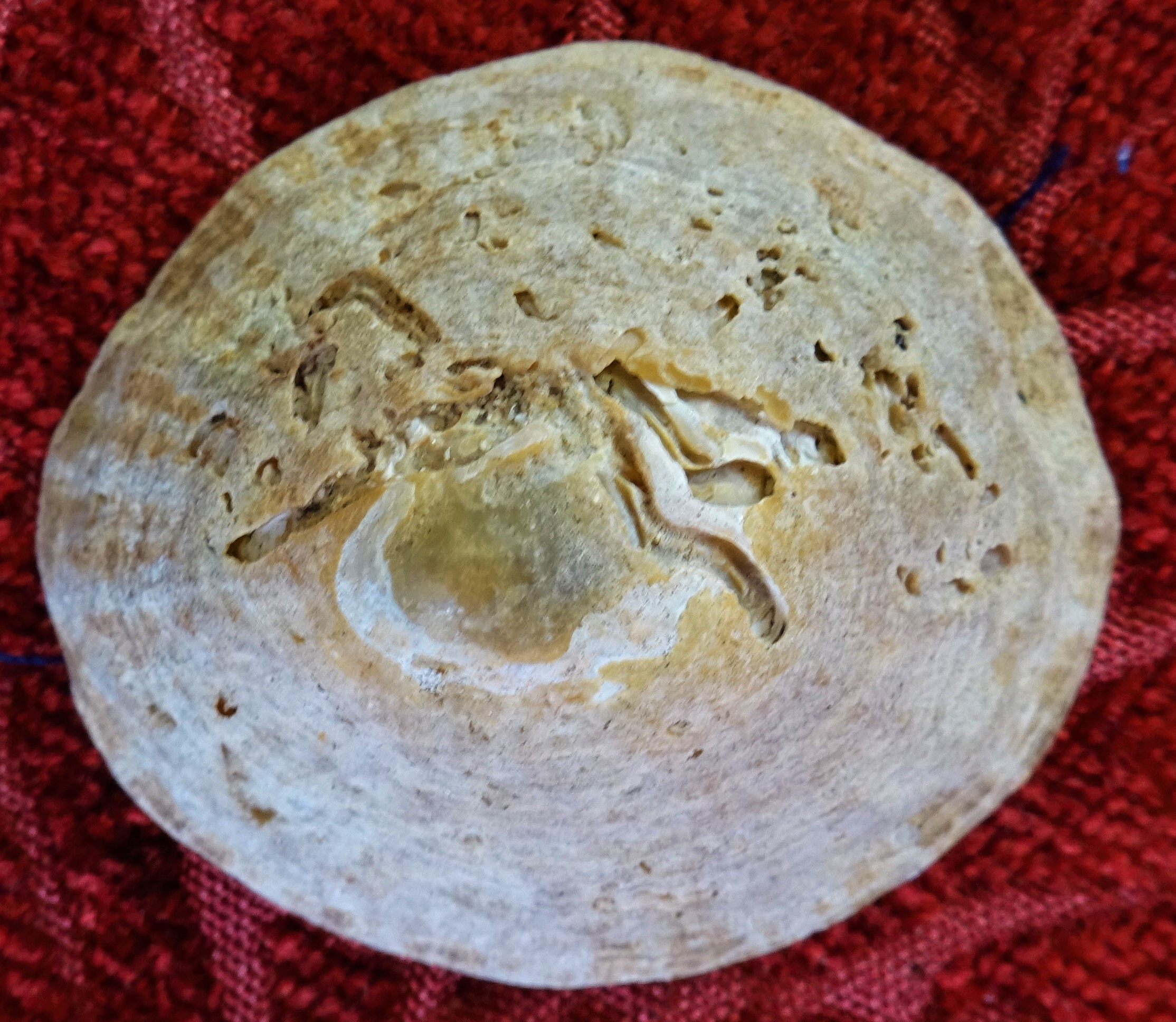
Infestation d'une coquille par des polydores